# Municipio Cerro de San Pedro
Koordinaten: 22° 13′ N, 100° 46′ W
Cerro de San Pedro ist ein Municipio im mexikanischen Bundesstaat San Luis Potosí. Das Municipio umfasst eine Fläche von 122,9 km². Im Jahr 2010 hatte Cerro de San Pedro eine Bevölkerung von 4021 Einwohnern. Verwaltungssitz des Municipios ist das gleichnamige Cerro de San Pedro, einwohnerreichste Ortschaft hingegen ist Portezuelo.
Das Municipio Cerro de San Pedro gleichermaßen das mit der geringsten Bevölkerung im Bundesstaat als auch eines der flächenkleinsten.
Cerro de San Pedro wurde 1830 erstmals als Municipio erwähnt. Diesen Status verlor es zwischendurch zweimal. Durchgehend im Rang eines Municipio ist Cerro de San Pedro seit 1953.

## Geographie
Das Municipio Cerro de San Pedro liegt im Zentrum des Bundesstaats San Luis Potosí an der Grenze zur Zona Metropolitana de San Luis Potosí, der Agglomeration um die Hauptstadt des Bundesstaates, auf einer Höhe zwischen 1800 m und 2500 m. Es befindet sich großteils in der physiographischen Provinz der Mesa del Centro, Teile im Norden des Municipios zählen zur Sierra Madre Oriental. Das Municipio liegt nahezu zur Gänze in der hydrologischen Region El Salado, nur etwa drei Prozent der Gemeindefläche entwässern über den Río Pánuco in den Golf von Mexiko. Geologisch setzt sich das Municipio aus ca. 46,5 % Sedimentgestein (20 % Kalkstein, 18 % Kalkstein-Lutit, 8,5 % Konglomerat), ca. 33 % Extrusivgestein (26 % Rhyolith, 7 % Tuff) und 20,5 % Alluvionen zusammen. Bodentyp von 75 % des Municipios ist der Leptosol, gefolgt von 21 % Durisol. Mehr als 40 % der Gemeindefläche werden von Gestrüpplandschaft bedeckt, gut 30 % sind Weideland, gut 20 % dienen dem Ackerbau.
Das Municipio Cerro de San Pedro grenzt an die Municipios Soledad de Graciano Sánchez, Armadillo de los Infante, Zaragoza und San Luis Potosí.

## Bevölkerung
Beim Zensus 2010 wurden im Municipio 4021 Menschen in 950 Wohneinheiten gezählt. Davon wurden fünf Personen als Sprecher einer indigenen Sprache registriert. Etwa sieben Prozent der Bevölkerung waren Analphabeten. 1476 Einwohner wurden als Erwerbspersonen registriert, wovon ca. 74 % Männer bzw. 4 % arbeitslos waren. Gut vier Prozent der Bevölkerung lebten in extremer Armut.

## Orte
Das Municipio Cerro de San Pedro umfasst 18 localidades, von denen nur der Hauptort vom INEGI als urban klassifiziert ist. Sechs Orte wiesen beim Zensus 2010 eine Einwohnerzahl von über 200 auf:
| Ort                      | Einwohner |
| Portezuelo               | 1353      |
| Real del Potosí          | 0397      |
| Los Gómez Lado Oriente   | 0389      |
| Planta del Carmen        | 0324      |
| Joyita de la Cruz        | 0312      |
| Monte Caldera            | 0218      |
| Nueva Zapatilla          | 0146      |
| Calderón                 | 0142      |
| Granjas de la Florida    | 0121      |
| Divisadero               | 0120      |
| Granjas de San Francisco | 0109      |
| Granjas de San Pedro     | 0102      |
| Cerro de San Pedro       | 0097      |
| Jesús María              | 0074      |
| Cuesta de Campa          | 0060      |
| El Tecolote              | 0047      |
| La Sabanilla             | 0006      |
| Colonia SAHOP            | 0004      |